# Eerste Opiumoorlog
De Eerste Opiumoorlog (Ook: Eerste Engels-Chinese Oorlog) was een oorlog tussen Groot-Brittannië en het Chinese keizerrijk tussen 1839 en 1842 met als doel om China te forceren om Brits opium in te voeren. Deze oorlog wordt vaak gezien als begin van de Europese hegemonie in China.

## Voorgeschiedenis
In de 16e eeuw vonden verschillende Europese landen hun weg naar Azië, als eerste Portugal en Spanje. In de 17e eeuw kwamen de Nederlanders en de Engelsen. De Engelse Oost-Indische Compagnie zond in 1699 haar eerste schip naar de stad Kanton. De officiële contacten van de westerlingen met de Chinese autoriteiten verliepen volgens het Kantonsysteem waarbij de hong (officieel geautoriseerde bedrijven) een bevoorrechte positie hadden gekregen en verantwoordelijk waren voor de goede gang van zaken in het contact met de buitenlanders. China liet buitenlandse handel slechts mondjesmaat toe en hield er een ferme greep op. Alleen in de Dertien Factorijen in Kanton werd buitenlandse handel toegestaan.
Lange tijd schikten de Europeanen zich in deze strikte handelsvoorwaarden. De Engelsen kochten naast porselein en lakwerk vooral thee, de Chinezen hadden daarentegen weinig interesse voor westerse producten. Ze importeerden alleen wat specerijen, katoenen weefsels en Europese vuurwapens. Zo was in de 17e eeuw en 18e eeuw de Europese handelsbalans behoorlijk negatief ten opzichte van China. Na 1800 veranderde dit doordat de Engelsen steeds meer Indische opium China binnenkregen, via smokkel en door de met toezicht belaste Chinese functionarissen om te kopen. Deze gevaarlijke stof zorgde ervoor dat tegen 1830 zeker 12 miljoen mensen verslaafd waren. Omdat de opium met zilver werd betaald, sloeg het tekort om in een handelsoverschot voor de Engelsen.
De Chinese overheid werd zeer ongerust over het overvloedige opiumgebruik. Om sociale redenen was in de 18e eeuw al een verbod tegen de opiumhandel uitgevaardigd en wat later werd ook het opiumschuiven strafbaar gesteld. Ook raakte de Chinese economie in grote moeilijkheden door het wegstromen van zilver, dat als betaalmiddel voor de opium diende. Tussen 1836 en 1838 werd aan het Qing-hof gediscussieerd over mogelijke oplossingen. Er was een partij die legalisering nastreefde; hierdoor kon de invoer worden gereguleerd en verkreeg het hof inkomsten uit deze handel. De andere partij wilde het verbod met kracht handhaven. Keizer Daoguang besloot tot het laatste en de hoge ambtenaar Lin Zexu werd naar Kanton gestuurd om dit te realiseren.

## De oorlog
In maart 1839 arriveerde Lin Zexu. Hij liet verslaafden oppakken, sloot plaatsen waar opium werd gebruikt en nam opiumpijpen in beslag. Vervolgens eiste hij dat de Britse handelaren hun hele opiumvoorraad zonder vergoeding zouden inleveren en dat zij zouden beloven nooit meer opium te smokkelen. De Britse kooplieden dachten aanvankelijk dat Lin opnieuw over het "baksjisj" wilde onderhandelen, maar het was dit keer menens. De hele voorraad opium, circa 3 miljoen pond ter waarde van zo'n 6 miljoen dollar, werd in beslag genomen en vernietigd te Humen.
De strikte handelsvoorwaarden die de Chinezen hanteerden waren al geruime tijd moeilijk aanvaardbaar geweest voor Engeland, dat een open en vrije handel met China ambieerde. Toen de Engelsen in Kanton werden gedwongen hun opiumvoorraad af te staan en geen opium meer te smokkelen, werd dat door de Britse regering beschouwd als een casus belli.
In de zomer van 1839 had de Britse afgevaardigde in Kanton, Charles Elliot, een brief gestuurd naar de regering in Londen om versterking. Lord Palmerston, de minister van Buitenlandse Zaken, was niet genegen de Britse handelaren, die met smokkel hun geld verdienden, te helpen. De Schotse handelaar William Jardine, directeur en mede-eigenaar van het grote handelshuis Jardine Matheson, lobbyde voor een oorlog en slaagde hier uiteindelijk in. Palmerston zwichtte en stuurde de vloot. Admiraal George Elliot, een neef van Charles Elliot, arriveerde in juni 1840 voor de kust van Kanton. Zijn vloot telde 16 oorlogsschepen, vier bewapende stoomschepen, waaronder de Nemesis, transportschepen en naast de bemanning van de schepen nog eens 4000 man.
China had zich ook voorbereid; langs de kust lagen forten en een deel van de Chinese vloot was samengetrokken. 
De Britten waren in een minderheid, maar waren technologisch veel beter uitgerust. Elliot liet een paar schepen achter en deze blokkeerden de haven van Kanton. De rest van de vloot vertrok naar het noorden; de havenstad Ningbo werd afgesloten en toen de Engelsen bij Tianjin, aan de kust bij Peking waren aangekomen, besloten de Chinezen te onderhandelen. Qishan, de gouverneur-generaal van de regio, haalde de Britten over om terug te keren naar Kanton. In januari 1841 kwamen ze tot overeenstemming. China zou Hongkong afstaan en een schadevergoeding van 6 miljoen dollar betalen. Keizer Daoguang was woedend, hij ontsloeg Qishan en gaf hem de doodstraf, later omgezet in verbanning. Palmerston was eveneens zeer ontevreden. Charles Elliot had te weinig concessies gerealiseerd, hij werd vervangen door Sir Henry Pottinger die in augustus 1841 in Kanton aankwam.
Met Pottinger begon de tweede fase van de oorlog, hij voer met de vloot weer uit naar het noorden. Zij veroverden Xiamen (Amoy), Ningpo en Zhoushan. In het voorjaar van 1842 arriveerden versterkingen uit Brits-Indië en de Britten rukten op naar het Keizerskanaal en de oude hoofdstad Nanking. De militaire situatie werd hopeloos en de Chinezen keerden terug naar de onderhandelingstafel.

## Verdrag van Nanking
Op 29 augustus 1842 werd het Verdrag van Nanking getekend. Alle Britse eisen werden ingewilligd. Ze kregen Hongkong met zijn natuurlijke haven en vier andere havens werden opengesteld voor de handel, de verdragshavens. De Chinezen beloofden in totaal 21 miljoen dollar te betalen als schadevergoeding voor de vernietigde opium (6 miljoen dollar), herstelbetalingen (12 miljoen dollar) en 3 miljoen dollar voor openstaande handelsschulden van voor de oorlog. In het verdrag stond niets over opium en de opiumhandel bleef gestaag groeien.
Korte tijd later werd een aanvullend verdrag gesloten, het Verdrag van Bogue. Hierin werden de Britse rechten verder uitgebreid en werd de ‘meest begunstigde natie-clausule’ opgenomen, wat inhield dat Engeland alle rechten die China aan andere landen gaf, ook zou krijgen.
Eerste Opiumoorlog · Tweede Opiumoorlog